# Ballon (verre)
Pour les articles homonymes, voir Ballon.
Le ballon est un verre qui doit son nom à sa forme. On distingue plusieurs tailles en fonction du liquide qu’il doit contenir (vin, cognac, armagnac, pastis etc.).
Si ce verre a toujours un pied, même petit, qui sert à la préhension et à l’esthétique, sa forme, sa taille,  l’épaisseur du verre et les caractéristiques du bord ont une grande influence sur l’aspect gustatif du breuvage. Par exemple pour un vin, en apprécier particulièrement le tanin, l’arôme, l’acidité, etc.

## Rôle de la forme
- Comme pour une carafe à décanter, la quantité d’air présente à l’intérieur du verre joue un rôle important pour l’aération, la maturation et le dégagement des arômes d’un vin rouge. Pour le vin blanc, ses arômes fragiles seront préservés par un espace plus réduit et une évaporation plus lente.
- La dimension du col influencera le dégustateur sur la position de sa tête, de sa langue au contact du liquide :
  - Un verre légèrement évasé ralentit l’arrivée du liquide, accentuant la sensation de sucre et d’alcool sur le bout de la langue,
  - Un verre fin au col resserré, oblige le dégustateur à pencher la tête en arrière, accélère l’arrivée du breuvage sur le fond de la langue en révélant son acidité.
  - Le bord du verre, qu’il soit net ou bourrelé, joue un rôle important dans l’appréciation d’un vin rouge ou blanc.

- Verres ballon,1=de bistrot, 2=d'Alsace, 3 et 4=ordinaire, 5=verre soufflé du XIXe siècle

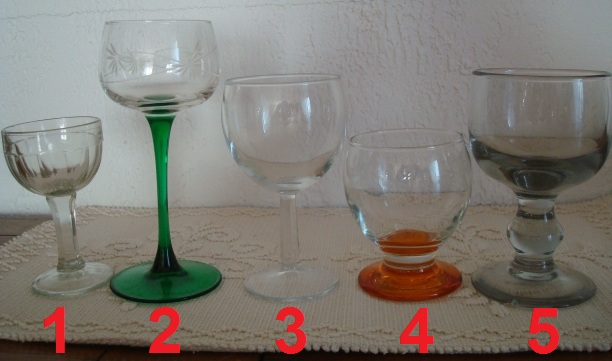
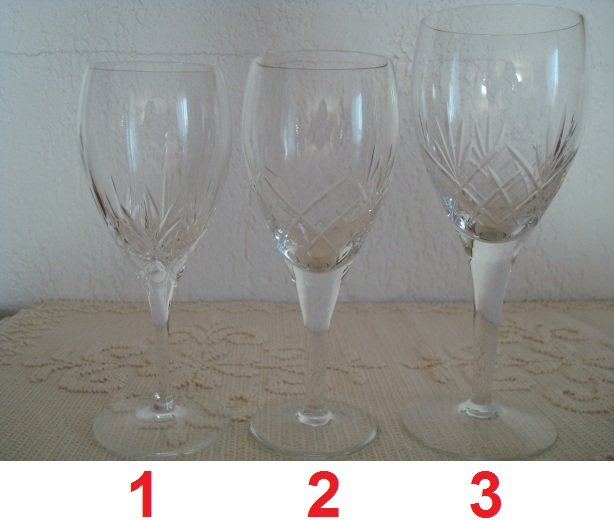
Verres de table, 1=vin blanc, 2=vin rouge, 3=eau

## Verre à cognac

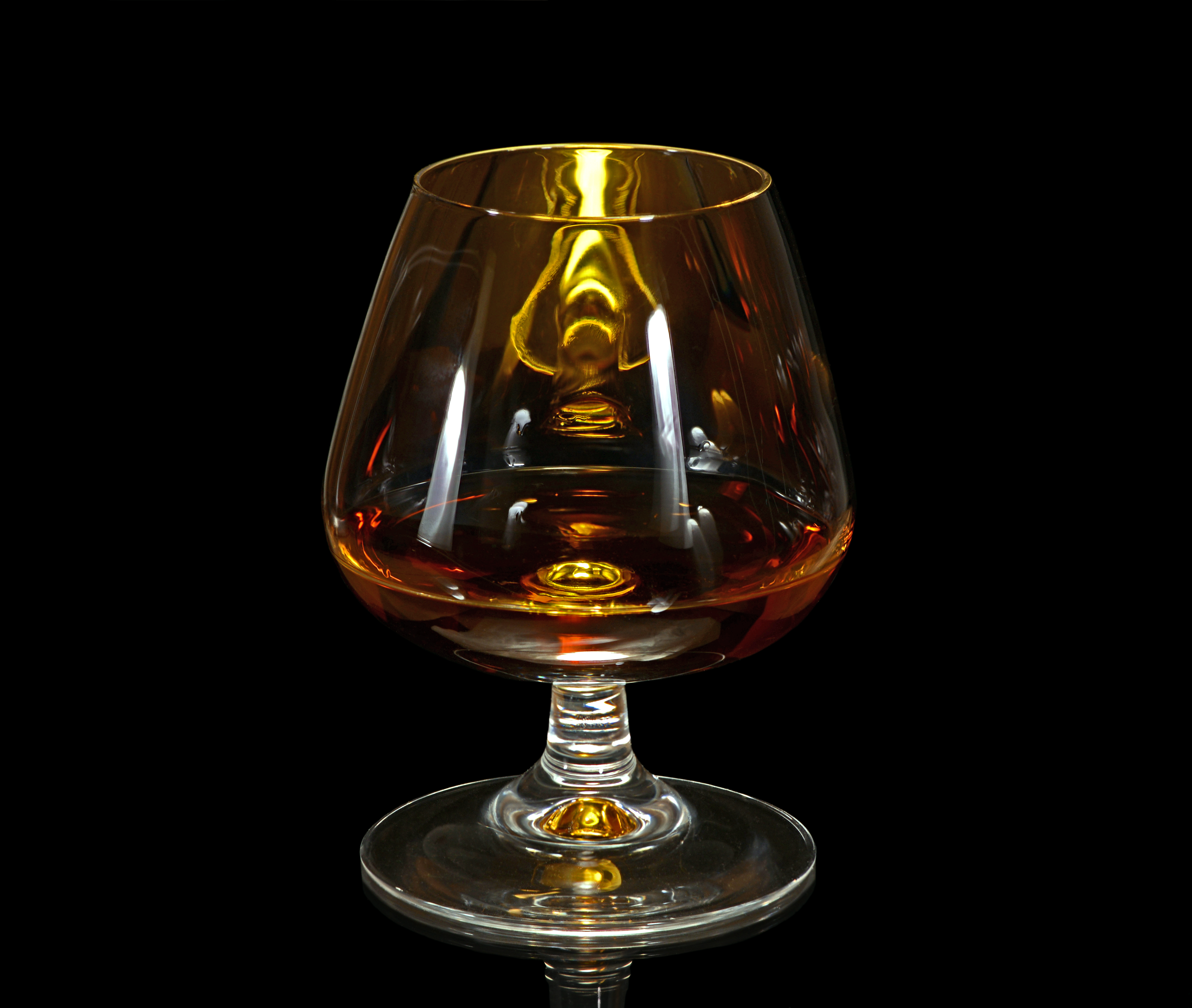
Verre à Cognac
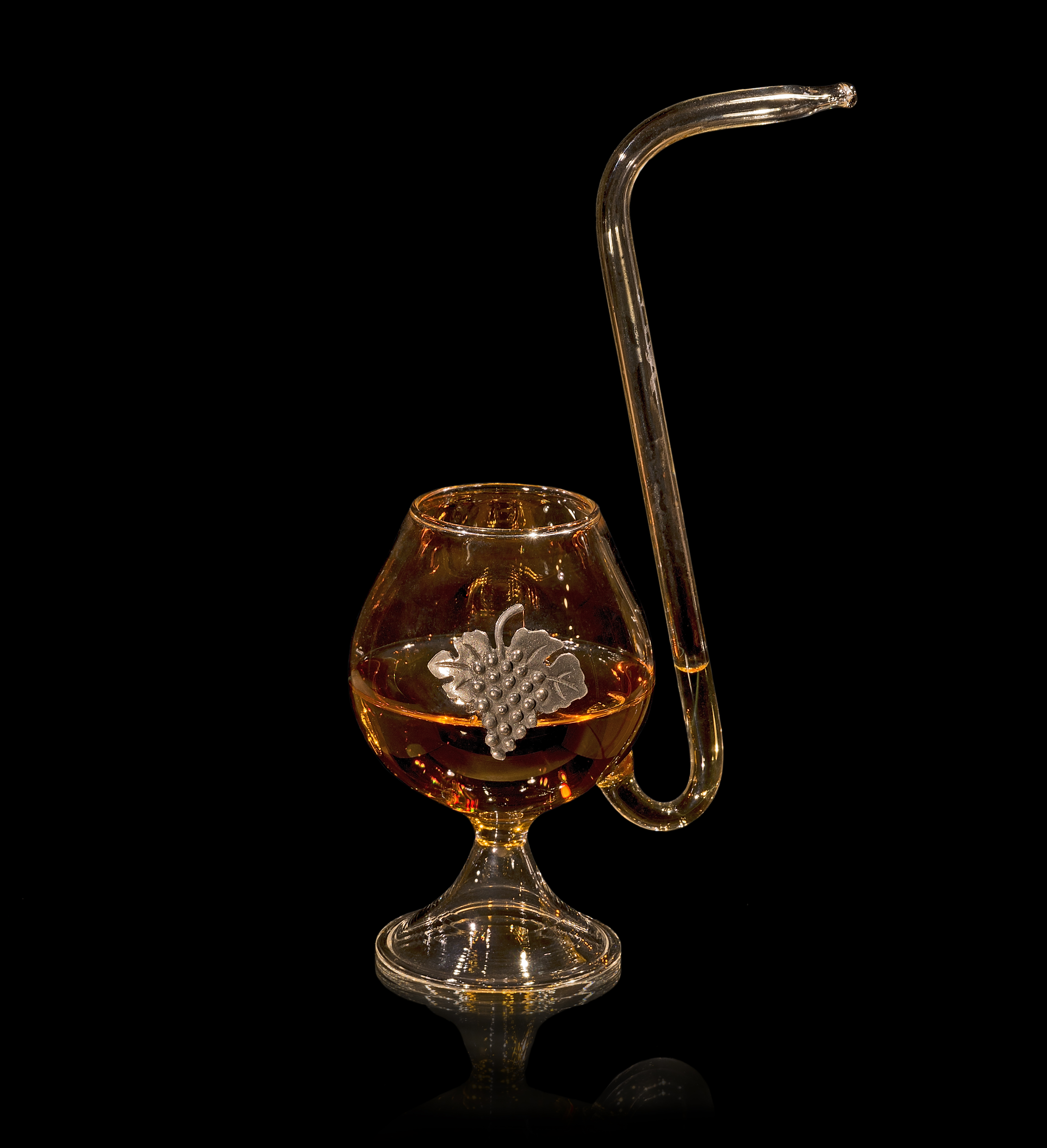
Pipe à Cognac ou Armagnac

Le verre à cognac est un verre ballon sur un pied court, d’une contenance recommandée de 6 à 9 cl et tenu dans le creux de la main pour réchauffer l’alcool et mieux dégager son arôme.

Verre également utilisé pour le brandy et l’armagnac.

### Pipe à Cognac ou Armagnac
Une pipe à cognac est un verre  ballon muni d’un tube, appelée pipette qui sert à aspirer le liquide tout en tenant le bulbe du verre bien au chaud dans la creux de la main ou sur le rebord d’une cheminée.